# Amor sin final
Amor sin final es el nombre del segundo álbum del cantante mexicano Emmanuel, editado en 1977.

## Lista de canciones
1. Amor Sin Final (Dino Ramos-Omar Sánchez)
2. Cuando Te Vuelves Mujer (Emmanuel)
3. Señora Hora Por Ahora (Emmanuel)
4. Pan De Trigo (Emmanuel)
5. Volar Pájaros, Volar (Emmanuel)
6. Sin Caballero No Hay Dama (Lolita De La Colina)
7. Pedro, Pedro (Sergio Esquivel)
8. Apenas Si Soy Cantor (Argentino Luna)
9. Negra María (Emmanuel)
10. Ronda El Amor (Emmanuel)

Arreglos Y Dirección:
1,6,7,8: Pocho Pérez
2,3,4,5,9,10: Mario Patrón.

## Sencillos
| #  | Título                                                                          |
| -- | ------------------------------------------------------------------------------- |
| 1. | "Amor sin final" Lanzado: 9 de diciembre de 1977 Billboard Éxitos de México: #8 |

- Datos: Q5673098